# Амаранский сельсовет
Амаранский сельсове́т — упразднённое сельское поселение в Ромненском районе Амурской области.
Административный центр — село Амаранка.
Законом от 22 мая 2020 года № 529-ОЗ упразднён в результате преобразования района в муниципальный округ.

## История
29 ноября 2004 года в соответствии Законом Амурской области № 382-ОЗ муниципальное образование наделено статусом сельского поселения.

## Население
| 2002 | 2010 | 2011 | 2012 | 2013 | 2014 | 2015 |
| ---- | ---- | ---- | ---- | ---- | ---- | ---- |
| 545  | ↘460 | ↘456 | ↘437 | ↘429 | ↘404 | ↘388 |
| 2016 | 2017 | 2018 |      |      |      |      |
| ↘378 | ↘365 | ↘353 |      |      |      |      |

## Состав сельского поселения
| № | Населённый пункт | Тип населённого пункта       | Население |
| - | ---------------- | ---------------------------- | --------- |
| 1 | Амаранка         | село, административный центр | ↘244      |
| 2 | Восточная Нива   | село                         | ↘6        |
| 3 | Новониколаевка   | село                         | ↘103      |